# Rheotanytarsus muscicola
Rheotanytarsus muscicola är en tvåvingeart som beskrevs av August Friedrich Thienemann 1929. Rheotanytarsus muscicola ingår i släktet Rheotanytarsus och familjen fjädermyggor. Arten har ej påträffats i Sverige. Inga underarter finns listade i Catalogue of Life.